# 全国特別支援学校知的障害教育校長会
全国特別支援学校知的障害教育校長会（ぜんこくとくべつしえんがっこうちてきしょうがいきょういくこうちょうかい）は、東京都に本部を置く知的障害特別支援学校の校長、教育機関の代表者等の団体である。知的障害教育に関する調査研究、振興を目的とする。